# Policía Aeronáutica Nacional
La Policía Aeronáutica Nacional (PAN) fue un Cuerpo a cargo de la total vigilancia aeroportuaria. En sus inicios, con alta capacitación como Comandos, operativa antiterrorista, antinarcóticos, contrabandos, y control del espacio aéreo de la Argentina, con sede central en la Guarnición Aérea Ezeiza, la que funcionó desde el 7 de febrero de 1977 hasta el 22 de febrero de 2005.

## Historia
Con la Ley N.º 21 521 del 7 de febrero de 1977, el Comodoro Ataliva Fernández, (entonces Jefe de la Guarnición Aérea Ezeiza), bajo la aprobación del Comando General de la Fuerza Aérea, y autorizado por presidente de facto Jorge Rafael Videla, creó la Policía Aeronáutica Nacional, con el nivel de dirección nacional, lógicamente dependiente del Comando en Jefe de la Fuerza Aérea. Por su condición de dependencia de la Fuerza Aérea Argentina (FAA), sus miembros estaban sujetos al Código de Justicia Militar. En tanto que la titularidad de la fuerza era ejercida por un Director Nacional, el cual debía ser un oficial superior de la FAA en actividad, cargo que consecuentemente correspondió al nombrado Comodoro creador.
El 22 de febrero de 2005, el presidente Néstor Kirchner transfirió la PAN a la órbita del Ministerio del Interior, para formar la Policía de Seguridad Aeroportuaria.